# داريل رانكين
داريل تي رانكين (وُلد في 14 فبراير 1957) هو ناشط سلام كندي وسياسي شيوعي سابق. كان لفترة وجيزة زعيمًا للحزب الشيوعي لكندا، أونتاريو في عام 1995، وترأس سابقًا الحزب الشيوعي لكندا، مانيتوبا منذ عام 1996. كان شريكه شيريل آن كار نشطًا أيضًا مع الحزب الشيوعي. غادر رانكين الحزب في عام 2019. 

## نشأته وحياته المهنية
وُلد رانكين (اسم العائلة الحقيقي؛ رينكا، من أصل أوكراني) ونشأ في إدمونتون، في مقاطعة ألبرتا، وانضم إلى سياسات اليسار الراديكالي من خلال المعارضة المبكرة لحرب فيتنام. كان أجداده نشطين في الحزب الشيوعي الكندي، الذي انضم رانكين إليه في عام 1978. يحمل رانكين درجة البكالوريوس في العلوم السياسية من جامعة ألبرتا. 
كان يعيش في أوتاوا، في أونتاريو في الفترة بين عامي 1983 و1995، وكان شخصية بارزة في تحالف السلام الكندي وائتلاف أوتاوا لنزع السلاح. أورد تقرير صحفي من عام 1986 اسمه كمحام متدرب، رغم أنه لم يتضح ما إذا كان استمر في هذا الاتجاه. شارك في احتجاجات ضد حرب الخليج عام 1991. 

## زعيمًا للحزب الشيوعي لأونتاريو
في عام 1992، صوتت غالبية الوفود المشاركة في المؤتمر الوطني للحزب الشيوعي للتخلي عن الماركسية اللينينية والسعي إلى إيجاد بديل ديمقراطي اشتراكي. كان رانكين جزءًا من الأقلية التي يقودها ميغيل فيغيروا والتي عارضت التغيير، واستمرت في دعم المبادئ الشيوعية التقليدية. انقسم الحزب، وفازت المجموعة الأقلية بحقوق اسم الحزب الشيوعي من خلال تسوية خارج المحكمة. 
عُين رانكين زعيمًا مؤقتًا للحزب الشيوعي لكندا، أونتاريو في أبريل 1995، وقاد الحزب في الانتخابات الإقليمية لعام 1995. انخفض عدد أعضاء الحزب الوطني إلى 500 عضو فقط في هذه الفترة، وشن حزب أونتاريو حملة غير بارزة، بخمسة مرشحين فقط وميزانية قدرها 8 آلاف دولار أمريكي. تحدى رانكين رئيس الحزب الديمقراطي الجديد؛ بوب راي في يورك ساوث، وركز على قضايا مثل الصحة والتعليم والبرامج الاجتماعية والعمالة الكاملة. 
في يونيو 1995، ساهم رانكين بمقال بعنوان «ملاحظات حول نكسات الاشتراكية» في دورية مناقشة الحزب الشيوعي؛ ذا سبارك!. درس ذلك المقال الأحداث التي وقعت آنذاك في أوروبا الشرقية، بما في ذلك سقوط الاتحاد السوفيتي. 

## زعيمًا للحزب الشيوعي لمانيتوبا
انتقل رانكين إلى وينيبيغ، مانيتوبا في عام 1995 عقب انتخابات أونتاريو. كان الحزب الشيوعي لكندا، مانيتوبا، يفتقر إلى قيادة فعالة لعدة سنوات، واختير رانكين كمنظم إقليمي للحزب قبل إنتهاء العام. نسق مأدبة للذكرى السنوية الخامسة والسبعين للحزب في أوائل عام 1996، وانتُخب زعيمًا للحزب في وقت لاحق من العام. قاد الحزب بعد ذلك في الانتخابات الإقليمية المتتالية لأعوام 1999 و2003 و2007. 
في يناير 2004، تلقى رانكين تحديًا لقيادة الحزب الشيوعي لمانيتوبا من قبل بول سيدون. حصل على 79% من دعم الأعضاء مقابل 21% لسيدون. 
يعد رانكين عضوًا مؤسسًا لتحالف السلام وينيبيغ وعضوًا في تحالف اللاحرب (مانيتوبا). ساعد في تنظيم احتجاجات ضد حرب كوسوفو عام 1999، والحرب في أفغانستان عام 2001، وغزو العراق عام 2003. كتب مقالًا لصحيفة الحزب الشيوعي؛ بيبولز فويس، يدعم فيه سياسات سلوبودان ميلوشيفيتش في كوسوفو من أجل حماية الصرب من الألبان في المنطقة الذين وصفهم رانكين «بالفاشيين». واصل كتابة مقالات من حين لآخر لصحيفة بيبولز فويس. في نوفمبر 2007، نظم احتفالًا في معبد العمل الأوكراني في وينيبينغ للاحتفال بالذكرى التسعين للثورة الروسية. 
خاض رانكين حملات انتخابية عدة مرات للحصول على مناصب عامة، رغم أنه لم يُنتخب قط. في مارس 2006، كان زعيم الحزب الشيوعي لتحالف السلام ونزع السلاح في كندا. لا تربطه علاقة بنعومي رانكين، زعيمة الحزب الشيوعي لكندا، ألبرتا. زار رانكين مركز وينيبيغ خلال الانتخابات الفيدرالية لعام 2015.